# Las Peñas Sud
Las Peñas Sud é uma comuna da província de Córdoba, na Argentina.